# Kammeis

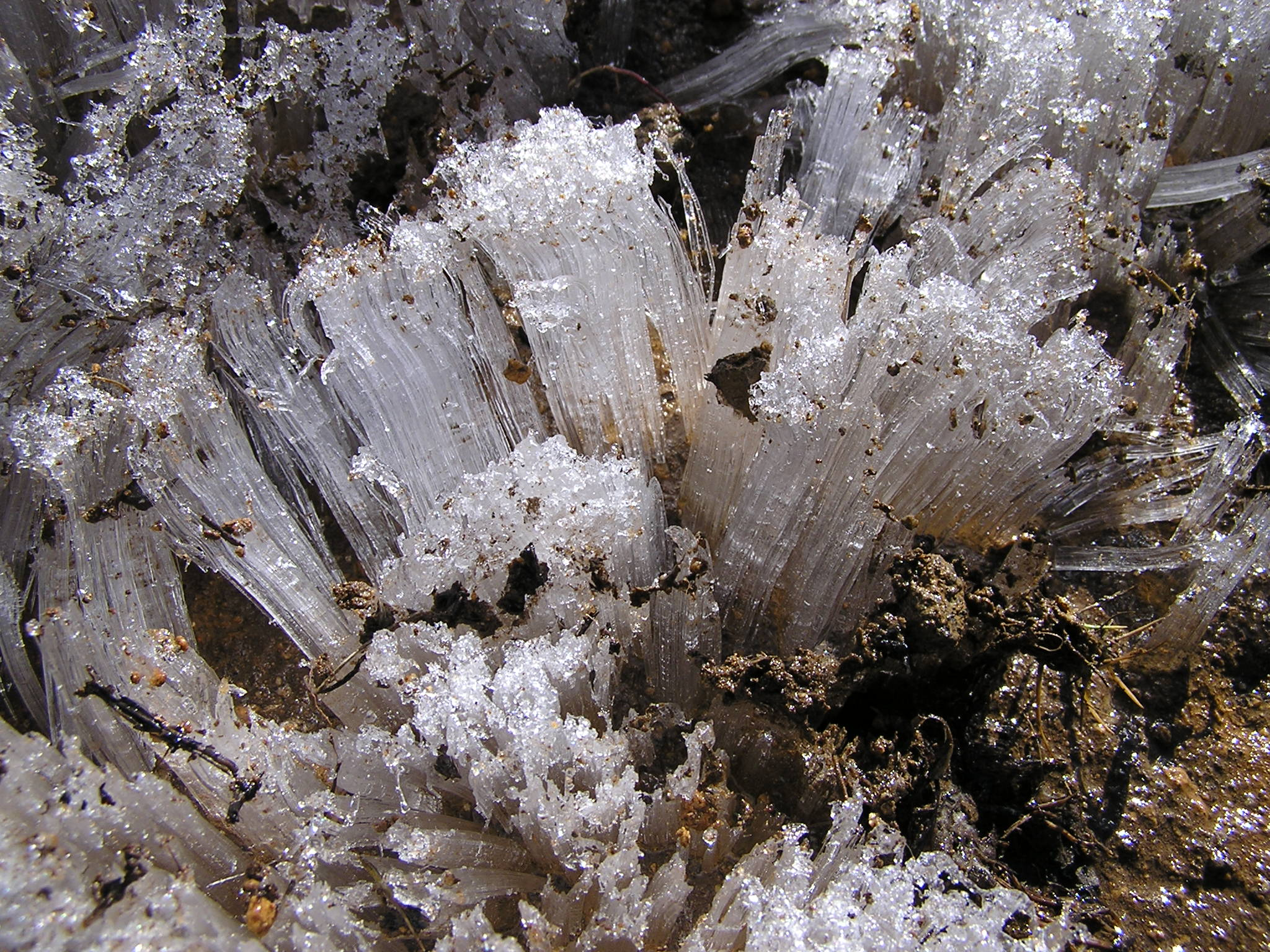
Kammeis, Shiga Kogen, Japan

Kammeis nennt man in der Geomorphologie kleine, gebündelte Eisnadeln, die aus dem Boden zu „wachsen“ scheinen. Sie entstehen auf vegetationslosen bzw. -armen, feinkörnigen und nicht vollkommen durchgefrorenen Böden in periglazial geprägten Gebieten.

## Entstehung

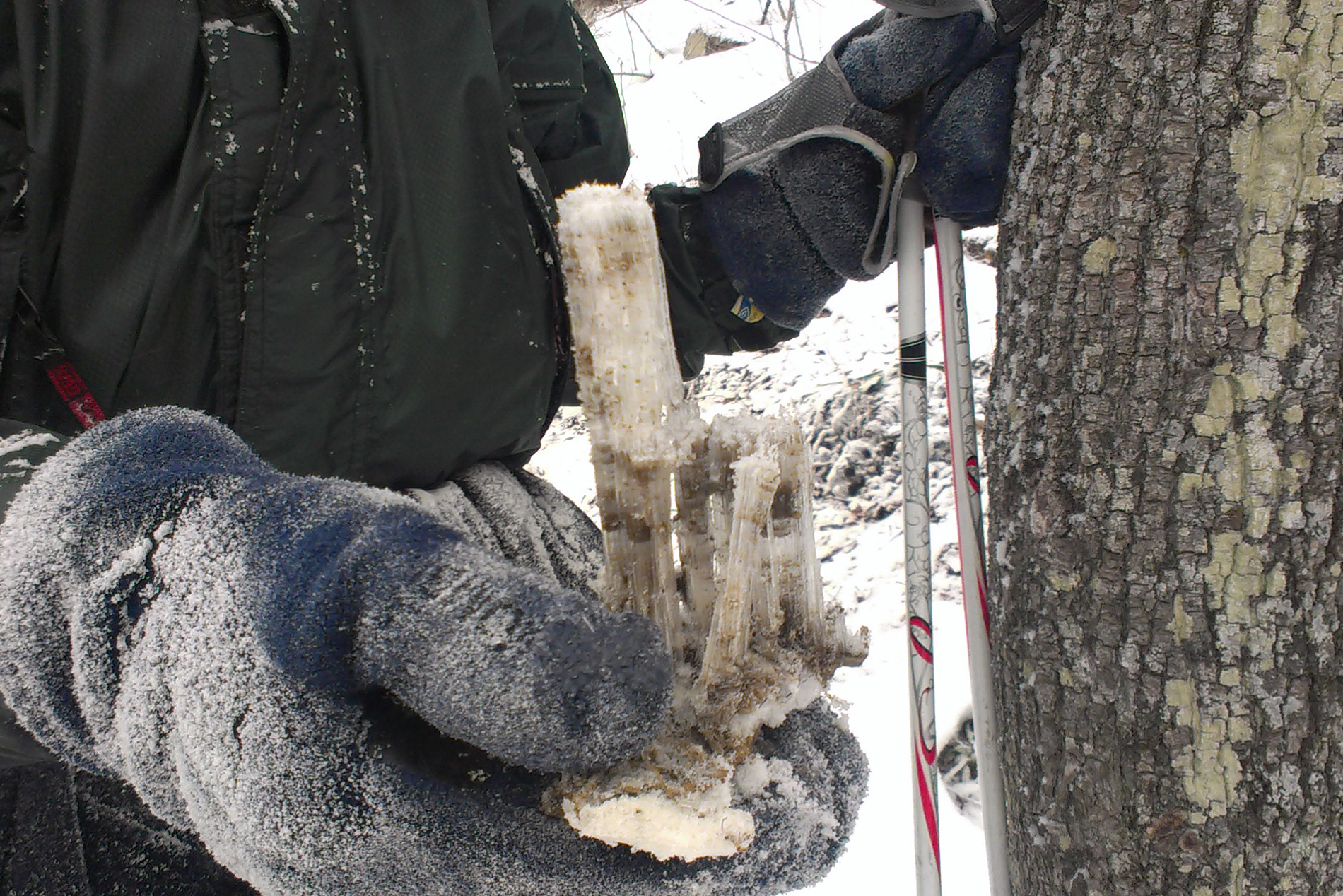
12 cm Kammeis

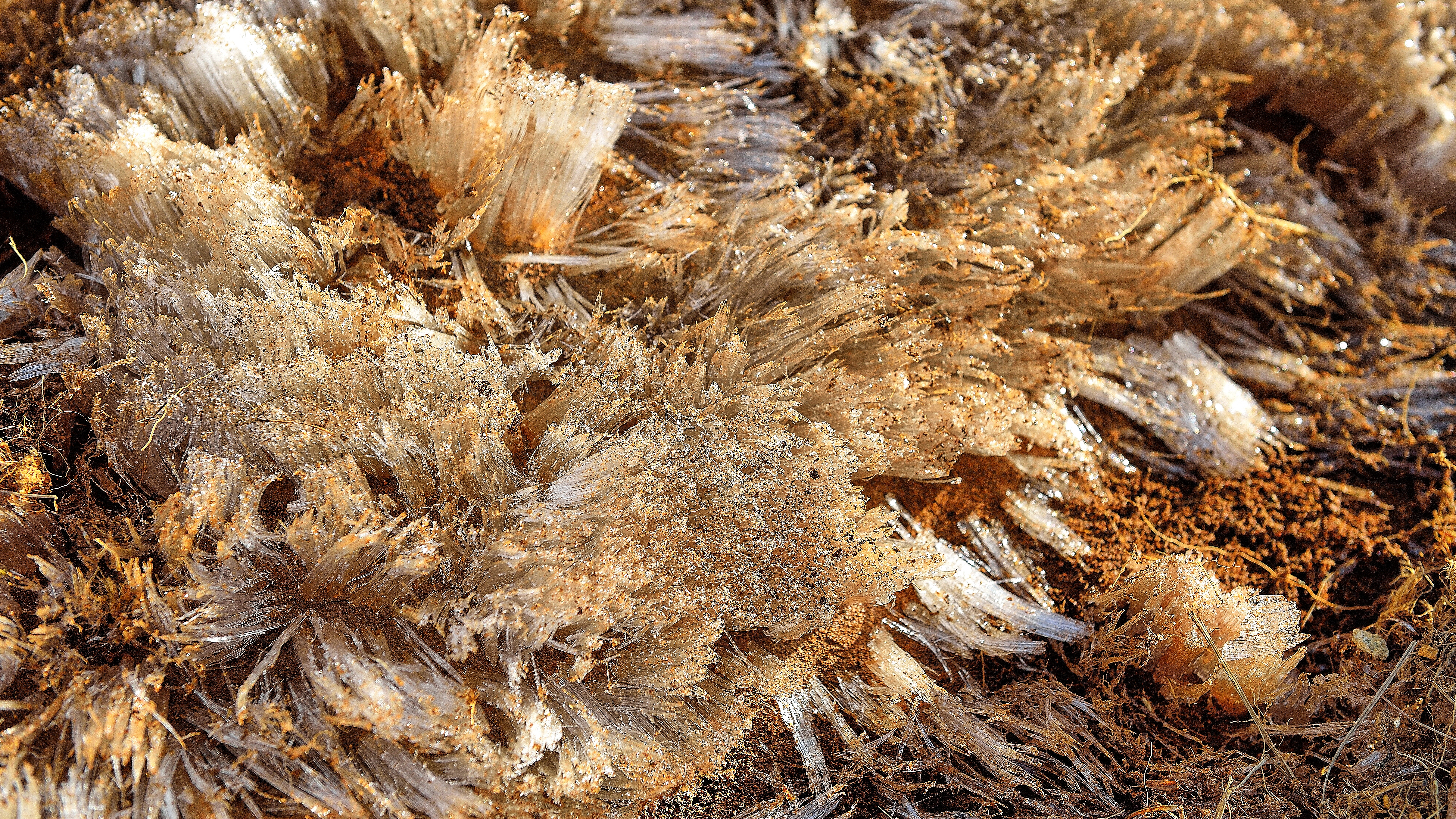
Kammeis, Island

An schneefreien, aber feuchten Hängen „wächst“ das gefrorene Wasser im Boden beim Auffrieren in Form von Eisnadeln senkrecht zur Abkühlungsfläche aus dem Boden nach oben. Das Phänomen entsteht, wenn Wasser am oberen Ende von Bodenporen gefriert, sich dabei ausdehnt und dadurch ein wenig aus den Poren herausragt. Wenn am unteren Ende der gefrorenen Eisnadel zusätzliches Wasser angelagert wird und beim Erreichen der Oberfläche ebenfalls gefriert und sich ausdehnt, können Eisnadeln bis zu 30 cm lang werden.
Gleichzeitig wird auch Bodenmaterial mit angehoben; dieses wird nach Tauen des Eises etwas hangabwärts wieder abgelagert, weshalb das Relief dabei verändert werden kann, also Denudation (flächenhafte Abtragung) erfolgt. Man spricht dann von Kammeissolifluktion (Bewegung von Bodenteilchen am Hang, die durch Kammeisbildung ausgelöst wird). Dadurch, dass Kammeis den Boden an der Oberfläche auflockert, wird die Abtragungswirkung anderer Prozesse wie der Spüldenudation und der Deflation erhöht.
Eine ähnliche Erscheinung ist das Haareis auf Totholz.